# Gundelfingen an der Donau
Gundelfingen an der Donau (eller Gundelfingen a.d.Donau) er en by i Regierungsbezirks Schwaben i den tyske delstat Bayern, med godt 7.800 indbyggere. Den er administrationsby i Verwaltungsgemeinschaft Gundelfingen an der Donau.
Byen ligger ved floden Donau mellem Günzburg og Dillingen an der Donau.

## Geografi
Gundelfingen ligger ved udkanten af Schwäbischen Alb i Donaudalen, hvis udstrakte eng og moselandskaber (Schwäbisches Donaumoos) ligger i kommunens sydlige områder. Bykernen gennmløbes af tre grene af floden Brenz. Donau er syd for byen opstemmet til en sø.
Nabokommuner er byerne Lauingen (Donau) og Günzburg samt kommunerne Bächingen an der Brenz, Haunsheim og Medlingen.